# Per Christiansson
Per Mikael Christiansson (Ystad, 21 de junho de 1961 – Ystad, 19 de janeiro de 2023) foi um ciclista sueco que competia em provas de estrada.

## Los Angeles 1984
Competiu nos Jogos Olímpicos de Verão de 1984 em Los Angeles, onde fez parte da equipe sueca que terminou em quinto lugar nos 100 km contrarrelógio por equipes. Na estrada individual, terminou na décima quarta posição.

## Morte
Christiansson morreu no dia 18 de janeiro de 2023, vítima de um câncer, aos 61 anos.